# ماتیاس هاینز
ماتیاس هاینز (انگلیسی: Mathias Hynes; ۲۱ ژانویهٔ ۱۸۸۳ – ۹ مارس ۱۹۲۶) ورزشکار اهل پادشاهی متحد بریتانیای کبیر و ایرلند بود.